# Jože Kološa
Jože Kološa - "Kološ", slovenski umetniški fotograf, * 28. september 1920, Murska Sobota, † 29. junij 1998, Semedela (Koper).
Rodil se je očetu zasebniku Jožefu in materi Katarini (rojena Prahič). Jože Kološa - Kološ se je s fotografijo spoznal že kot otrok, saj je imela njegova mati po očetovi smrti pred drugo svetovno vojno v lasti fotografski atelje. Le-tega je odprla s pomočjo svojega drugega moža, zagrebčana Dragutina Reescha. Pomembno je na Jožeta vplival tudi njegov ded, Josip Prahič, ki je bil prvi prekmurski fotograf. 
Svojo prvo razstavo je pripravil pri osemnajstih letih, leta 1940 pa je opravil izpit pri ljubljanskem združenju fotografov, leta 1943 pa je na Madžarskem opravil izpit za mojstra fotografije. Med vojno so ga mobilizirali v madžarsko vojsko. Po končani vojni se je spet posvetil fotografiji in dobil nalogo organiziranja fotolaboratorija komande prekmurskega vojnega območja v Štiftarjevem mlinu. Kasneje je postal vodja fotoslužbe propagande mariborskega vojnega območja. Takrat je pripravil tudi svojo prvo povojno razstavo z naslovom Pod svobodnim soncem.
Zadnja služba za državne organe je bila služba fotografa pri vladnem uradu za informacije v Ljubljani. Nato se je vrnil v Mursko Soboto in postal reporter časopisa Ljudski glas ter sodelavec revij Maneken in Tovariš.
Leta 1957 se je z ženo Piroško preselil v Koper, kjer je štiri leta vodil fotoslužbo v tovarni Tomos. Leta 1961 je postal svobodni umetnik, leta 1972 pa je ustanovil skupino Neodvisnih fotografov ter začel z mednarodno kolonijo Koštabona. Bil je tudi pobudnik ustanovitve prve fotogalerije v takratni Jugoslaviji, ki so jo odprli v Kopru leta 1975.
1. 1 2  https://www.obrazislovenskihpokrajin.si/oseba/kolosa-kolos-joze/